# Vincze László (politikus)
Vincze László Mihály (Csongrád, 1952. február 19. –) magyar testnevelés szakos tanár, politikus, 1998 és 2014 között országgyűlési képviselő (FKGP, majd Fidesz).

## Élete
Vincze László 1952-ben született Csongrádon, szülei tanyán élő földművesek voltak. Általános iskolai és középiskolai tanulmányait szülővárosában végezte, a Batsányi János Gimnáziumban érettségizett.1974-ben a Bajai Tanítóképző Főiskolán szerzett tanítói diplomát, majd 1977-ben a Juhász Gyula Tanárképző Főiskolán végzett testnevelés szakos tanárként, később a TF edzői szakát is elvégezte. 1984-ig Szelevényben tanított testnevelést és mezőgazdasági gyakorlatot, majd a csongrádi Gr. Széchenyi István Általános Iskola testnevelés tanára lett. Aktívan részt vett a helyi diáksport szervezésében, munkáját több díjjal jutalmazták.
Politikai pályafutását a rendszerváltás idején kezdte, 1989-ben a Független Kisgazda-, Földmunkás- és Polgári Párt tagja lett, 1990-től pedig Csongrádon volt önkormányzati képviselő. Tagja volt a földrendező bizottságnak, és négy évig az oktatási-, vallási és sportbizottság elnökeként is dolgozott. 1996-ban az FKGP helyi elnöke lett. Az 1998-as országgyűlési választáson Csongrád megye 4. számú, Csongrád központú választókerületében szerzett mandátumot a Független Kisgazdapárt színeiben, majd a Fidesz jelöltjeként a 2002-es, a 2006-os és a 2010-es országgyűlési választáson is innen jutott a parlamentbe.
Az Országgyűlésben az ifjúsági és sport bizottság, az oktatási és tudományos bizottság, a kulturális és sajtóbizottság, a sport- és turizmusbizottság, a fenntartható fejlődés bizottsága, valamint az Ifjúsági, szociális, családügyi és lakhatási bizottság munkájában vett részt, főleg ifjúságpolitikai kérdésekkel foglalkozott. A 2014-es országgyűlési választáson nem szerzett mandátumot.
Felesége Huszár Klára (1955-2009) tanítónő volt, két lányuk született.